# Česká Miss 2012
Česká Miss 2012 byl 8. ročník české soutěže krásy Česká Miss.
Vítězka kromě titulu obdržela hodnotné ceny (možnost studovat na zahraniční škole dle vlastního výběru, automobil, roční pronájem bytu v lokalitě Rezidence Prague Towers, zájezd do Dominikánské republiky).
Soustřední finalistek se odehrávalo v Thajsku.
V porotě usedli: předsedkyně poroty Claudia Cardinalová, herečka Eliška Balzerová, herec Martin Dejdar, atlet Roman Šebrle a ředitelka soutěže Michaela Maláčová, aj.

## Tituly
- Česká Miss 2012 zvolili prostřednictvím veřejného hlasování televizní diváci.
- Česká Miss World 2012 zvolena odbornou porotou.
- Blesk Česká Miss Earth 2012 zvolena čtenáři deníku Blesk a serveru Blesk.cz.

## Finalistky soutěže
Finále soutěže se zúčastnilo celkem 14 dívek:

### Marie Bartíková (soutěžní číslo 1)
Narodila se 1. února 1990 Kyjově. Žije v Sokolí u Třebíče.

### Veronika Kopřivová (soutěžní číslo 2)
Narodila se 22. března 1991 v Teplicích.

### Veronika Hladíková (soutěžní číslo 3)
Narodila se 22. června 1993 a žije v Šternberku. Studuje na gymnáziu v Šternberku. Stala se držitelkou titulu Česká Miss posluchačů Frekvence 1.

### Lenka Šindelářová (soutěžní číslo 4)
Narodila se 1. října 1992 a žije v Chomutově. Studuje soukromou Střední podnikatelskou školu v Mostě.

### Ivana Loušová (soutěžní číslo 5)
Narodila se 15. července 1991. Žije v Karlových Varech

### Michaela Dihlová (soutěžní číslo 6)
Narodila se 24. února 1991 v Ostravě. Žije v Kozmicích.

### Sandra Sofková (soutěžní číslo 7)
Narodila se narodila 11. prosince 1990 v Praze. Vystudovala Střední uměleckou školu textilních řemesel v Praze. Dnes podniká.

### Tereza Fajksová,DiS.(soutěžní číslo 8)
Narodila se 17. května 1989 a žije v Ivančicích. Stala se Česká Miss Earth 2012 a Miss Earth 2012 v celosvětovém finále.

### Nikola Petruželová (soutěžní číslo 9)
Narodila se 6. srpna 1993. Žije v Valašském Meziříčí.

### Kateřina Kubátová (soutěžní číslo 10)
Narodila se 18. března 1991. Žije v Chrudimi.

### Linda Kobosilová (soutěžní číslo 11)
Narodila se 15. února 1990 v Liberci. Žije v Liberci.

### Andrea Stieblingová (soutěžní číslo 12)
Narodila se 25. května 1992 v Mladé Boleslavi. Pochází z Mladé Boleslavi. Studuje Vyšší odborná školu v Liberci, obor Počítačové systémy.

### Linda Bartošová (soutěžní číslo 13)
Pochází z Vysokého Mýta. Stala se Českou Miss World 2012.

### Tereza Chlebovská (soutěžní číslo 14)
Narodila se 10. prosince 1990 v Třemošné. Pochází z Krnova. Stala se Česká Miss 2012.

## Konečné pořadí
| Česká Miss 2012 – Tereza Chlebovská           |
| Česká Miss World 2012 – Linda Bartošová       |
| Česká Miss Earth 2012 – Tereza Fajksová, DiS. |

Vedlejší tituly
- Česká Miss posluchačů Frekvence 1 – Veronika Hladíková

## Umístění v mezinárodních soutěžích
- Česká Miss Tereza Chlebovská se na Miss Universe 2012 neumístila.
- Česká Miss World Linda Bartošová se na Miss World 2012 neumístila, ale umístila se v kategorii Performing Talent v TOP 20 a v kategorii Beach Fashion v TOP 10.
- Česká Miss Earth Tereza Fajksová, DiS. se na Miss Earth 2012 stala vítězkou.
- finalistka Michaela Dihlová se na Miss Supranational 2012 stala II. vicemiss.

## Zajímavosti
- Česká Miss Earth Tereza Fajksová, DiS. se zúčastnila tehdy konkurenční české soutěže krásy Miss České republiky pro rok 2009 a probojovala se do finále (TOP 12).
- Kdyby se uděloval titul Česká Miss World na základě hlasování televizních diváků, místo současného systému, kdy Českou Miss World zvolí odborná porota, umístila by se na 2. místě Veronika Hladíková.
- semifinalistka Šárka Sokolová se stala II. Supermiss 2012